# Boccia op de Paralympische Zomerspelen 2016
Op de XVe Paralympische Zomerspelen die in 2016 werden gehouden in Rio, Brazilië was boccia een van de 23 sporten die werden beoefend.

## Individueel

### BC1
| Plaats | Naam          | Land |
| ------ | ------------- | ---- |
| Goud   | David Smith   | GBR  |
| Zilver | Daniel Perez  | NED  |
| Brons  | Yoo Won-jeong | KOR  |

### BC2
| Plaats | Naam                | Land |
| ------ | ------------------- | ---- |
| Goud   | Watcharaphon Vongsa | THA  |
| Zilver | Worawut Saengampa   | THA  |
| Brons  | Yan Zhiqiang        | CHN  |

### BC3
| Plaats | Naam                    | Land |
| ------ | ----------------------- | ---- |
| Goud   | Jeong Ho-won            | KOR  |
| Zilver | Grigorios Polychronidis | GRE  |
| Brons  | Jose Carlos Macedo      | POR  |

### BC4
| Plaats | Naam             | Land |
| ------ | ---------------- | ---- |
| Goud   | Leung Yuk Wing   | HKG  |
| Zilver | Samuel Andrejcik | SVK  |
| Brons  | Pornchok Larpyen | THA  |

## Teams en Pairs

### BC1-BC2
| Plaats | Land |
| ------ | ---- |
| Goud   | THA  |
| Zilver | JPN  |
| Brons  | POR  |

### BC3
| Plaats | Land |
| ------ | ---- |
| Goud   | BRA  |
| Zilver | KOR  |
| Brons  | GRE  |

### BC4
| Plaats | Land |
| ------ | ---- |
| Goud   | SVK  |
| Zilver | BRA  |
| Brons  | THA  |

## Medaillespiegel
| Plaats | Land             | NPC    | Goud | Zilver | Brons | Totaal |
| 1      | Thailand         | THA    | 2    | 1      | 2     | 5      |
| 2      | Zuid-Korea       | KOR    | 1    | 1      | 1     | 3      |
| 3      | Brazilië         | BRA    | 1    | 1      | 0     | 2      |
| 3      | Slowakije        | SVK    | 1    | 1      | 0     | 2      |
| 5      | Groot-Brittannië | GBR    | 1    | 0      | 0     | 1      |
| 5      | Hongkong         | HKG    | 1    | 0      | 0     | 1      |
| 7      | Griekenland      | GRE    | 0    | 1      | 1     | 2      |
| 8      | Japan            | JPN    | 0    | 1      | 0     | 1      |
| 8      | Nederland        | NED    | 0    | 1      | 0     | 1      |
| 10     | Portugal         | POR    | 0    | 0      | 2     | 2      |
| 11     | China            | CHN    | 0    | 0      | 1     | 1      |
| Totaal | Totaal           | Totaal | 7    | 7      | 7     | 21     |

Atletiek · Bankdrukken · Basketbal · Blindenvoetbal · Boogschieten · Boccia · CP-voetbal · Goalball · Judo · Kanovaren · Paardensport · Roeien · Rugby · Schermen · Schietsport · Tafeltennis · Tennis · Triatlon · Volleybal · Wielersport · Zeilen · Zwemmen
New York & Stoke Mandeville 1984 · 
Seoel 1988 · 
Barcelona 1992 · 
Atlanta 1996 · 
Sydney 2000 · 
Athene 2004 · 
Peking 2008 · 
Londen 2012 · 
Rio de Janeiro 2016 · 
Tokio 2020 ·
Parijs 2024 ·  
Los Angeles 2028